# František Frajt
František Frajt (10. ledna 1905 Slavičín – 25. října 1991) byl český obchodník s drogistickým zbožím, protinacistický odbojář a politický vězeň komunistického režimu.

## Život

### Před druhou světovou válkou
František Frajt se narodil 10. ledna 1905 ve Slavičíně na uherskobrodsku do nezámožné rodiny jako jeden ze šesti sourozenců. V Brně se vyučil drogistou a v tomto oboru zde i určitou dobu pracoval. Následně se osamostatnil a založil si vlastní obchod v rodném Slavičíně. Během prezenční vojenské služby sloužil v Chustu.

### Druhá světová válka
Dne 14. března 1939, kdy proběhla německá okupace, pobýval František Fajt z obchodních důvodů v Praze. Cestou domů se zastavil v Brně u Antonína Kočího, kterého znal jako důstojníka z doby své prezenční vojenské služby, a přes jeho osobu vstoupil do protinacistického odboje. Působil v Obraně národa pod vedením řídícího učitele ve Vlachově Lhotě Stanislava Janečka. Mj. shromažďoval ve své prodejně zdravotnický materiál pro potřeby plánovaného protiněmeckého povstání. Výraznější byla jeho role v převádění československých vojáků a letců na Slovensko a to zejména ve spolupráci se sládkem uherskobrodského pivovaru Františkem Měšťanem a účetním téhož podniku Gustavem Kašparem, při které využíval svého povolení k přejezdům hranic. Dne 13. července 1942 byl zatčen gestapem a do 14. dubna 1943 byl vyslýchán a vězněn na brněnských Kounicových kolejích.

### Po druhé světové válce
Po převzetí moci komunisty v roce 1948 byl obchod Františka Frajta ve Slavičíně znárodněn a on sám byl obviněn ze zatajování zboží, zatčen a vyšetřován v Uherském Hradišti. Vězněn byl v Ostravě, kde byl nucen pracovat v dolech. Po návratu pracoval jako traktorista. Zemřel 25. října 1991.

## Rodina
František Frajt pocházel ze šesti sourozenců. Jeho bratr Vladimír Frajt byl československým legionářem, důstojníkem a příslušníkem zahraničního odboje během druhé světové války. František Frajt měl dceru Boleslavu.

## Posmrtná ocenění
- Dne 11. listopadu 2021 byla Františkovi Frajtovi i jeho bratrovi Vladimíru Frajtovi odhalena ve Slavičíně v ulici Mezi Šenky pamětní deska.[2]